# So Long, Marianne
So Long, Marianne est une chanson écrite par le poète et compositeur-interprète canadien Leonard Cohen. Elle figure sur son premier album, Songs of Leonard Cohen.
Pitchfork Media l'a classée numéro 190 de sa liste des « 200 plus grandes chansons des années 1960 ».

## Histoire

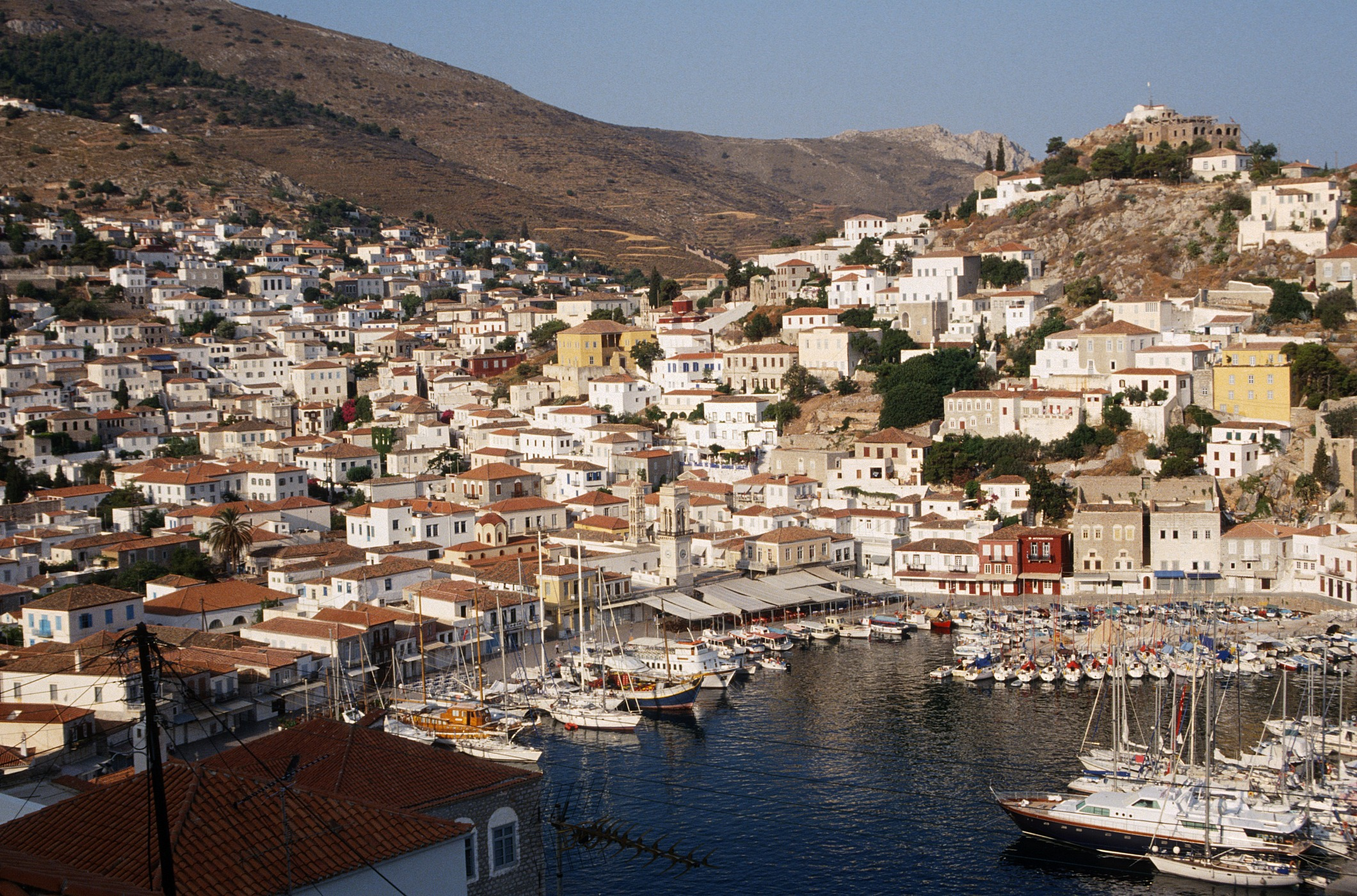
La ville d'Hydra sur l'île d'Hydra en Grèce.

La chanson a été inspirée par Marianne Jensen, née Marianne Ihlen, que Cohen a rencontrée sur l'île grecque d'Hydra en 1960. Son mari, l'écrivain norvégien Axel Jensen, venait de la quitter, la laissant seule sur l'île avec leur fils de six mois. Jensen et Cohen se sont bien entendus, et ce dernier l'a finalement raccompagnée depuis Hydra chez elle à Oslo, en Norvège. Il l'invita plus tard, elle et son fils, à vivre avec lui à Montréal, offre qu'elle accepta. Les deux ont vécu ensemble tout au long des années 1960, faisant la navette entre New York, Montréal et Hydra.
Leonard Cohen explique : « J'ai commencé [à écrire cette chanson] dans la rue Aylmer à Montréal et je l'ai terminée environ un an plus tard à l'hôtel Chelsea à New York. Je ne pensais pas que j'étais en train de lui dire au revoir mais j'imagine que c'était le cas. Elle m'a inspiré beaucoup de chansons, et elle a aussi inspiré des chansons à d'autres. C'est une muse. Beaucoup de gens que je connais pensent qu'il n'y a rien de plus important que de faire une chanson. Heureusement, cette croyance n'apparaît que rarement dans leur conversation. »
Cohen lui a dédié son troisième volume de poésie, Flowers for Hitler, et elle lui a directement inspiré de nombreux autres de ses chansons et poèmes. Une photo d'elle apparaît au dos de la pochette de son deuxième album, Songs from a Room.
Marianne Ihlen est décédée à l'hôpital d'Oslo le 28 juillet 2016, à l'âge de 81 ans,. Cohen lui a écrit peu de temps avant sa mort, disant : « Je suis juste un peu derrière toi, assez près pour te prendre la main. [...] Je n'ai jamais oublié ton amour et ta beauté. Mais ça, tu le sais. [...] Bon voyage, ma vieille amie. Rendez-vous sur la route. Avec amour et gratitude. » Il est décédé trois mois plus tard, le 7 novembre.

## Reprises
La chanson a été reprise par Beck, Noel Harrison, John Cale avec Suzanne Vega, Straitjacket Fits, Brian Hyland, James, Bill Callahan, Russian Red, Courtney Barnett et d'autres, dont son propre fils, Adam Cohen. En 1984, l'interprétation de José Hoebee, ex-chanteur de Luv', avec l'animateur de télévision Ron Brandsteder, fait du titre un hit dans le Top 40 néerlandais.
Adam Cohen et le groupe The Webb Sisters ont interprété la chanson lors du concert 2017 Tower of Song: A Memorial Tribute to Leonard Cohen. Courtney Barnett a interprété la chanson dans sa performance MTV Unplugged en 2019.